# Kvark
För andra betydelser, se Kvark (olika betydelser).
En kvark är inom kvantfysiken en elementarpartikel som tillsammans med en eller flera andra kvarkar bygger upp den grupp partiklar som kallas hadroner, till exempel protonen och neutronen. Så vitt man vet idag är kvarkar, tillsammans med leptoner som elektronen och neutrinon, materiens minsta byggstenar.
Det finns sex olika typer av kvarkar, kända som aromer.
Kvarkaromerna med den lägsta massan, uppkvarken och nedkvarken, är i allmänhet stabila och mycket vanligt förekommande i universum. De tyngre charm-, sär-, topp- och bottenkvarkarna är instabila och sönderfaller snabbt. Dessa kan enbart bildas vid högenergetiska kollisioner, såsom i partikelacceleratorer och i kosmisk strålning. Kvarkar har olika egenskaper såsom elektrisk laddning, färgladdning, spinn och massa. För varje kvarkarom existerar en motsvarande antipartikel, kallad antikvark, vilken skiljer sig från kvarken enbart så att vissa av dess egenskaper har motsatt tecken.
Idén om kvarkar presenterades av Murray Gell-Mann och Georg Zweig
oberoende av varandra 1964 som ett sätt att få ordning bland alla de olika partiklar som då hade upptäckts. Det fanns nästan inga belägg för kvarkarnas fysikaliska verklighet förrän 1968, då elektron–proton spridningsexperiment visade på att elektroner spreds mot tre punktlika beståndsdelar inuti protonen. För detta fick Gell-Mann 1969 års Nobelpris i fysik.
Senare experiment av Richard E. Taylor, Henry Way Kendall och
Jerome I. Friedman har bekräftat kvarkarnas existens. De arbetade då vid Stanford Linear Accelerator Center i Kalifornien, och fick för sitt arbete 1990 års Nobelpris i fysik.
Gell-Manns och Zweigs ursprungliga förslag innehöll tre olika kvarkar:
uppkvarken (up, u), nerkvarken (down, d) och särkvarken (strange, s), vilket räckte för att förklara alla de partiklar som då var kända. Senare tillkom även charmkvarken (charm, c) och bottenkvarken (bottom (ibland även beauty), b). Slutligen, när toppkvarken (top (ibland även truth), t) observerades vid Fermilab 1995, hade alla sex aromerna hittats.

## Etymologi
Namnet kvark är taget av Gell-Mann från den experimentella romanen Finnegans Wake av James Joyce som innehåller frasen "three quarks for Muster Mark".

## Tabell över kvarkarna
De sex kvarkarna delas upp i tre olika familjer, med två medlemmar i varje familj:

1. Det råder stor osäkerhet kring ner- och uppkvarkarnas massor och ett antal olika uppskattningar råder i olika forskarläger. Det har till och med föreslagits att uppkvarken kanske saknar massa helt, men detta har i stort sett visats felaktigt. Protonens massa på 938 MeV kommer huvudsakligen från bindningsenergier och endast till en mindre del från kvarkarna.

2. Att särtalet är negativt, fast det motsvarar antalet särkvarkar i en baryon, beror på att talet infördes 1954, före kvarkteorin, för att beskriva det långsamma sönderfallet av sådana kvarkar. Tyngre kvarkar sönderfaller via långsam svag växelverkan. Antisärkvarken har positivt särtal på grund av sin positiva laddning. För bottentalet följdes senare samma princip.

Dessutom har alla kvarkar baryontalet 1/3. Varje antikvark har omvänt tecken på alla tal.
Varje kvark har en antipartikel, en antikvark, som kallas antiupp, antiner, och så vidare. Dessa har motsatta kvanttal (inklusive baryontalet), men samma massa som den "vanliga" kvarken. Hadronerna delas in i två grupper: baryoner som består av tre kvarkar eller tre antikvarkar (och därmed har baryontal 1 eller -1), och mesoner som består av en kvark och en antikvark (och därmed har baryontal 0). Hittills har man inte kunnat fastställa några andra varianters existens. 2003 såg några experiment indikationer för en ny sorts partiklar som verkade bestå av fem kvarkar, vilka därför fick namnet pentakvarkar. Det verkar dock numera som om dessa partiklar faktiskt inte existerar.
De två vanligaste hadronerna, protonen och neutronen, bildas genom kombination av de två lättaste kvarkarna (u och d) på följande sätt:
proton = (u,u,d)
neutron = (u,d,d)
Hur kvarkar sätts samman till hadroner beskrivs av kvantkromodynamiken,
(Quantum Chromo Dynamics) QCD. Kvarkar beskrivs, liksom leptoner, av kvantegenskaperna laddning och spinn. Enligt QCD tillkommer för kvarkarna ytterligare en kvantegenskap, färgladdning (engelska colour charge), som kan ha värdena "grön", "röd", och "blå" (och motsvarande "anti-värden": "anti-grön",
"anti-röd", och "anti-blå"). Det kan aldrig bildas partiklar som utåt har någon färgladdning som inte är "vit", d.v.s. den färgladdning som fås om man kombinerar tre kvarkar, en av varje färg (baryoner), eller två kvarkar, en med en av färgerna och en med motsvarande anti-färg (mesoner).
Kvarkar med olika färgladdning attraherar varandra, och kvarkar med samma färg stöter bort varandra genom den starka kärnkraften, en av de fyra grundläggande krafterna i naturen. Detta sker genom utväxling av gluoner mellan kvarkarna.
Gluonerna har själva kombinationer av färgladdning vilket gör att kvarkar kan byta färgladdning när gluoner utväxlas. Utbytet av gluoner är enligt QCD förklaringen till den starka kärnkraften och beskriver varför atomkärnornas neutroner och protoner hålls samman trots att protonerna har samma laddning.
Den starka kraften har egenskapen att den blir starkare ju större avståndet är mellan kvarkarna, vilket förklarar varför man inte kan hitta fria kvarkar.
Om man använder tillräckligt stora krafter för att dra isär kvarkar från varandra, till exempel i partikelacceleratorer, uppstår nya kvarkar och antikvarkar ur vakuumet för att bilda nya partiklar tillsammans med de ursprungliga kvarkarna.